# Chikkahunsur, Hunsur
Chikkahunsur là một làng thuộc tehsil Hunsur, huyện Mysore, bang Karnataka, Ấn Độ.